# Chlamydera nuchalis
L'uccello giardiniere maggiore o clamidera maggiore (Chlamydera nuchalis (Jardine & Selby, 1830)) è un uccello passeriforme della famiglia Ptilonorhynchidae.

## Etimologia
Il nome scientifico della specie, nuchalis, deriva dal latino e significa "relativo alla nuca", in riferimento alla colorazione dei maschi.

## Descrizione

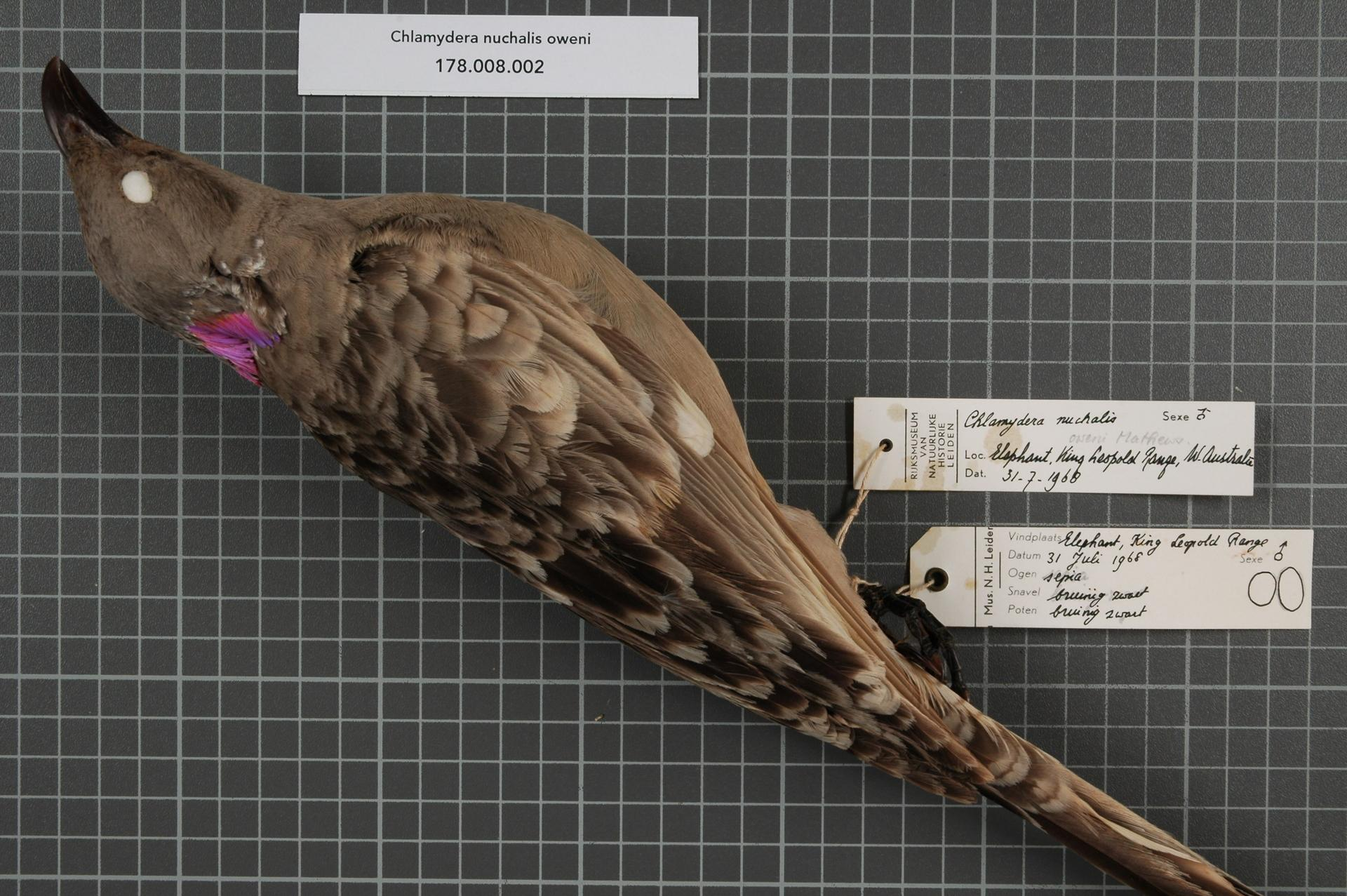
Maschio impagliato.

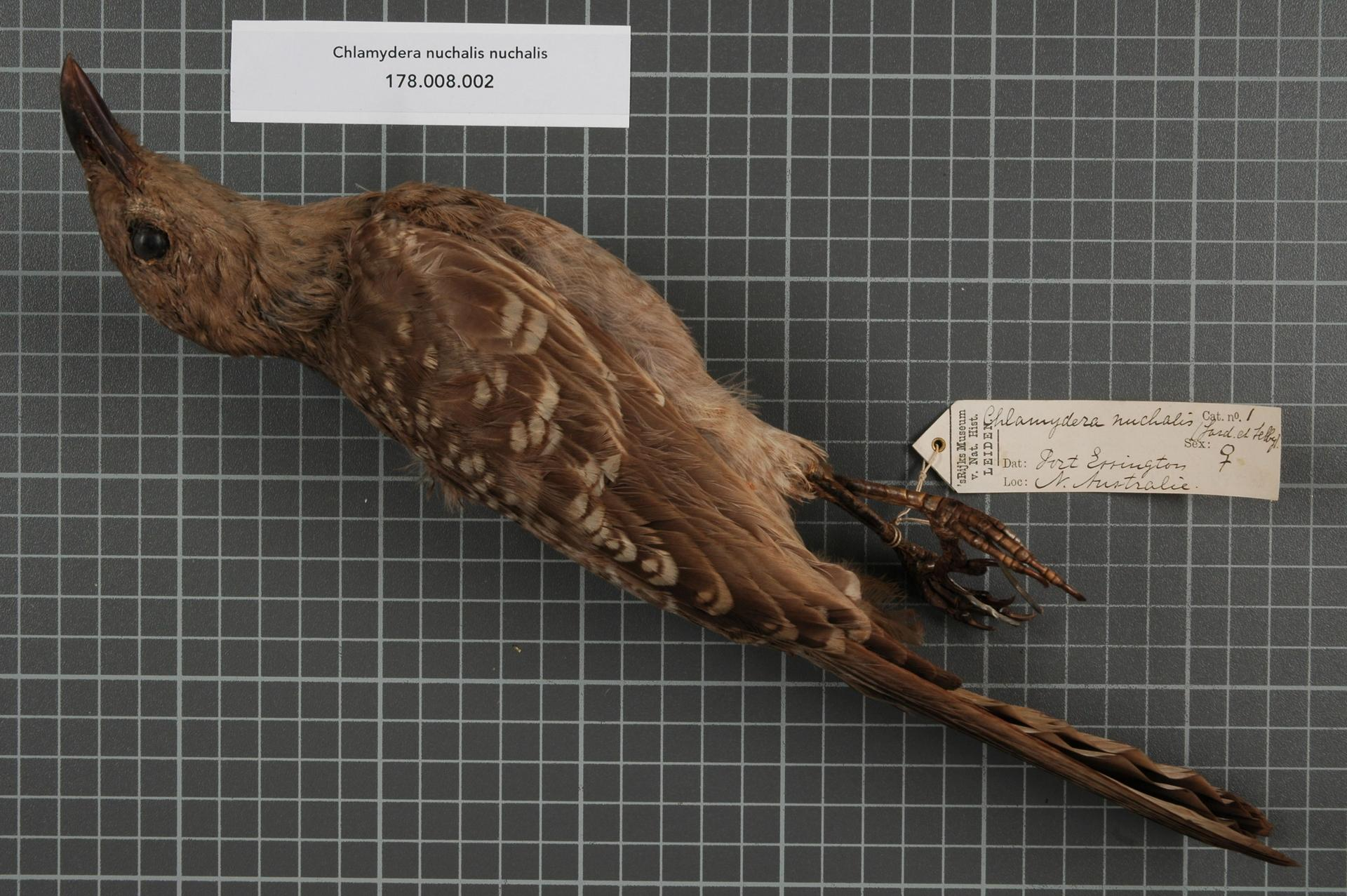
Femmina impagliata.

### Dimensioni
Misura 35 cm di lunghezza, per 153-265 g di peso: questi valori (che fruttano alla specie il proprio nome comune) rendono l'uccello giardiniere maggiore la specie di maggiori dimensioni fra gli uccelli giardiniere.

A parità d'età, i maschi sono più grossi e pesanti rispetto alle femmine.

### Aspetto
Si tratta di uccelli dall'aspetto massiccio ma slanciato con piccola testa arrotondata, collo allungato e robusto, becco robusto e conico dalla punta ricurva verso il basso, ali digitate, zampe forti e allungate e coda piuttosto lunga, sottile e dall'estremità squadrata. 
Il piumaggio è piuttosto mimetico, presentandosi dominato dalle tonalità del grigio-beige uniforme, più chiaro su testa, collo, petto, fianchi e ventre e più scuro (con orli delle penne chiari, a dare un effetto screziato) su dorso, ali e coda.

Il dimorfismo sessuale è ben evidente: la colorazione dei maschi è più tendente al grigio-cenere rispetto a quella delle femmine, ed inoltre essi presentano le penne della parte posteriore del collo (appena sotto la nuca) leggermente allungate, erettili e di un vivido colore rosa-violaceo.
Il becco e le zampe sono di colore nerastro, mentre gli occhi sono di colore bruno scuro.

## Biologia

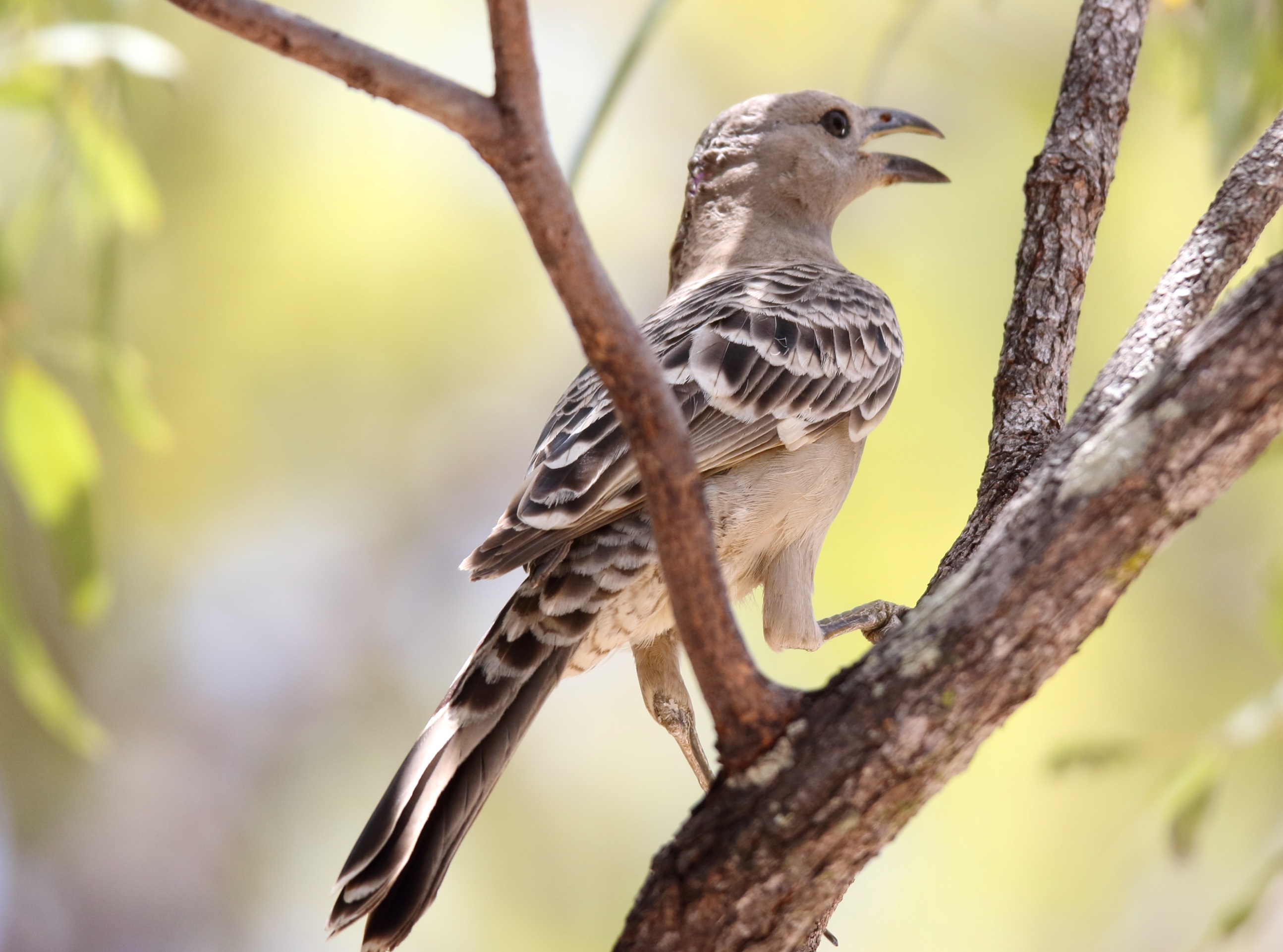
Esemplare vocalizza in natura.

Si tratta di uccelli dalle abitudini di vita diurne e solitarie, che passano la maggior parte della giornata alla ricerca di cibo al suolo o fra i rami bassi di alberi e cespugli: sebbene dopo la stagione riproduttiva sia possibile osservarne piccoli gruppi composti da femmine e giovani esemplari ancora non completamente indipendenti, i maschi adulti tendono ad essere esclusivamente solitari, divenendo inoltre territoriali durante il periodo degli amori.
L'uccello giardiniere maggiore è piuttosto silenzioso, mostrandosi abbastanza schivo e difficile da osservare, pronto a rifugiarsi nel folto della vegetazione (dove la colorazione sobria lo aiuta a mimetizzarsi efficacemente) al minimo segno di pericolo: i maschi in amore, tuttavia, vocalizzano piuttosto sovente, emettendo aspri versi gracchianti.

### Alimentazione

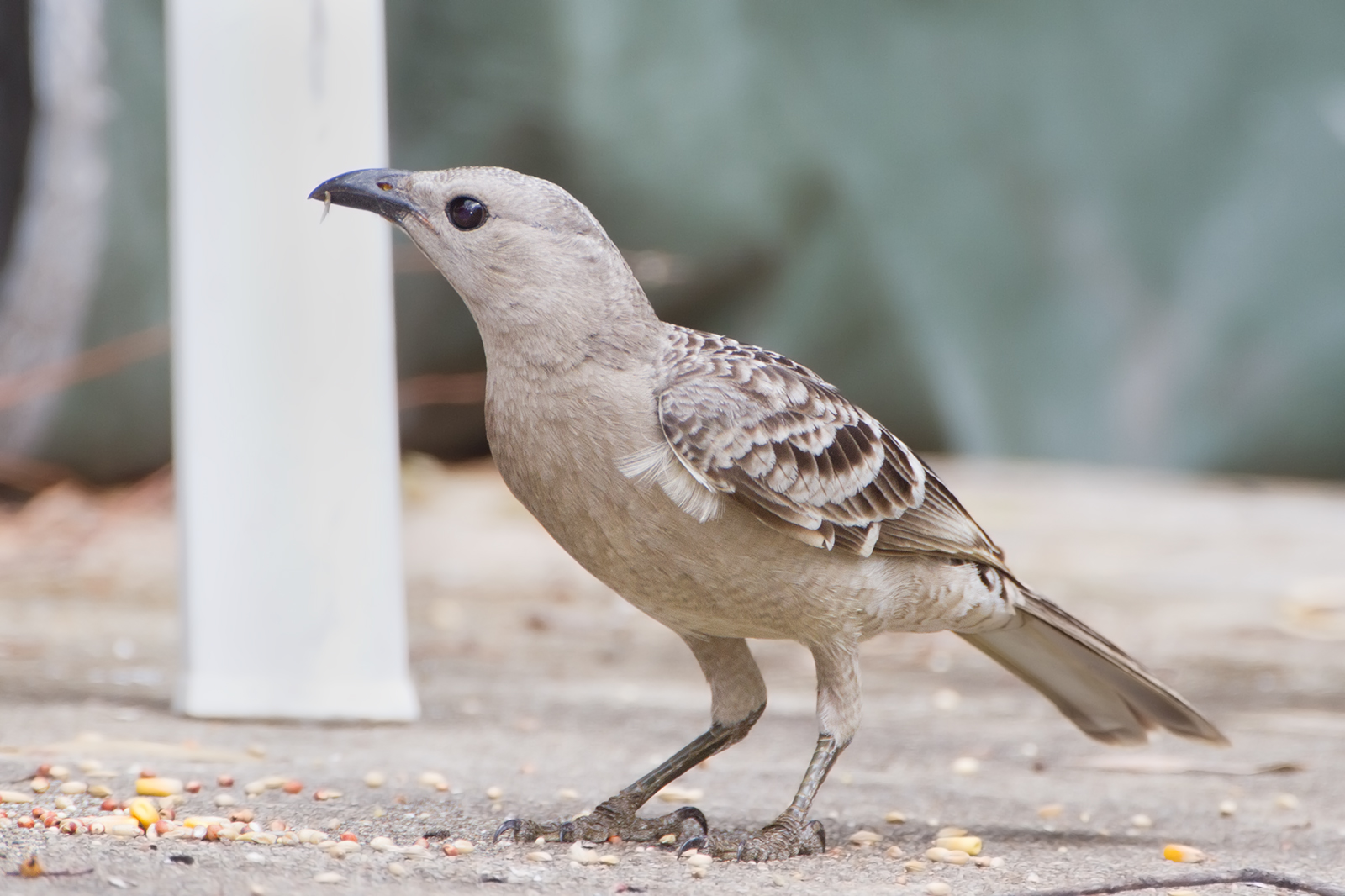
Esemplare si alimenta nella regione di Tablelands.

Questi animali presentano dieta tendenzialmente onnivora, la cui dieta è costituita sia da alimenti di origine animale che vegetale: ciononostante, l'alimentazione di questi uccelli è principalmente frugivora, constando in massima parte di frutti (in particolar modo fichi) e bacche, ma anche di fiori, foglioline e germogli, e solo sporadicamente di piccoli animali (principalmente grossi insetti). 

### Riproduzione
Questi uccelli possono riprodursi durante tutto l'arco dell'anno, favorendo per farlo il periodo fra ottobre e marzo e generalmente evitando di accoppiarsi durante i mesi di aprile e giugno: come gran parte degli uccelli giardiniere, anche l'uccello giardiniere maggiore è poligino, coi maschi che cercano di accoppiarsi col maggior numero di femmine possibile, salvo poi disinteressarsi completamente delle altre fasi dell'evento riproduttivo.

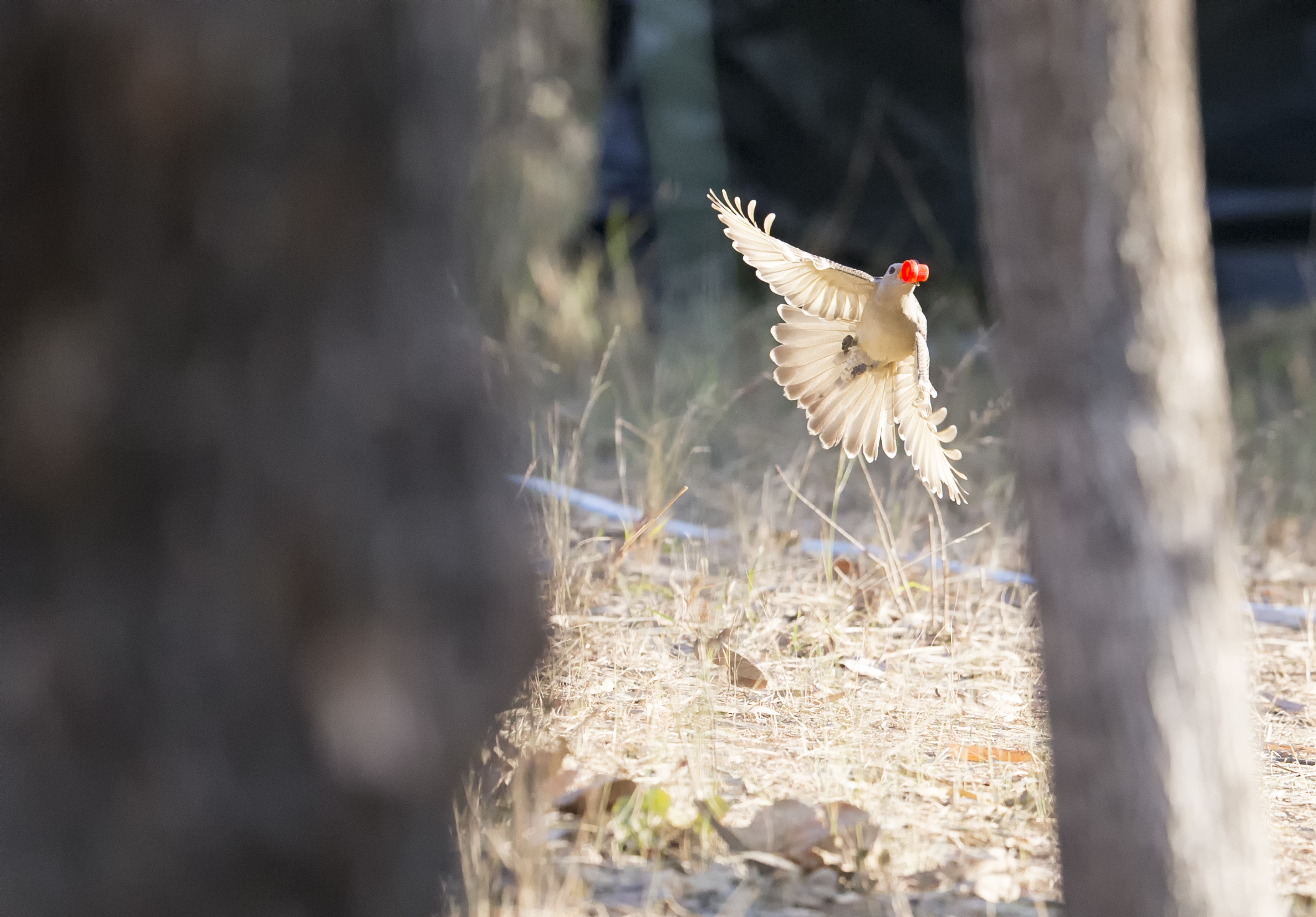
Maschio preleva un pezzo di plastica per portarlo alla sua struttura nuziale.

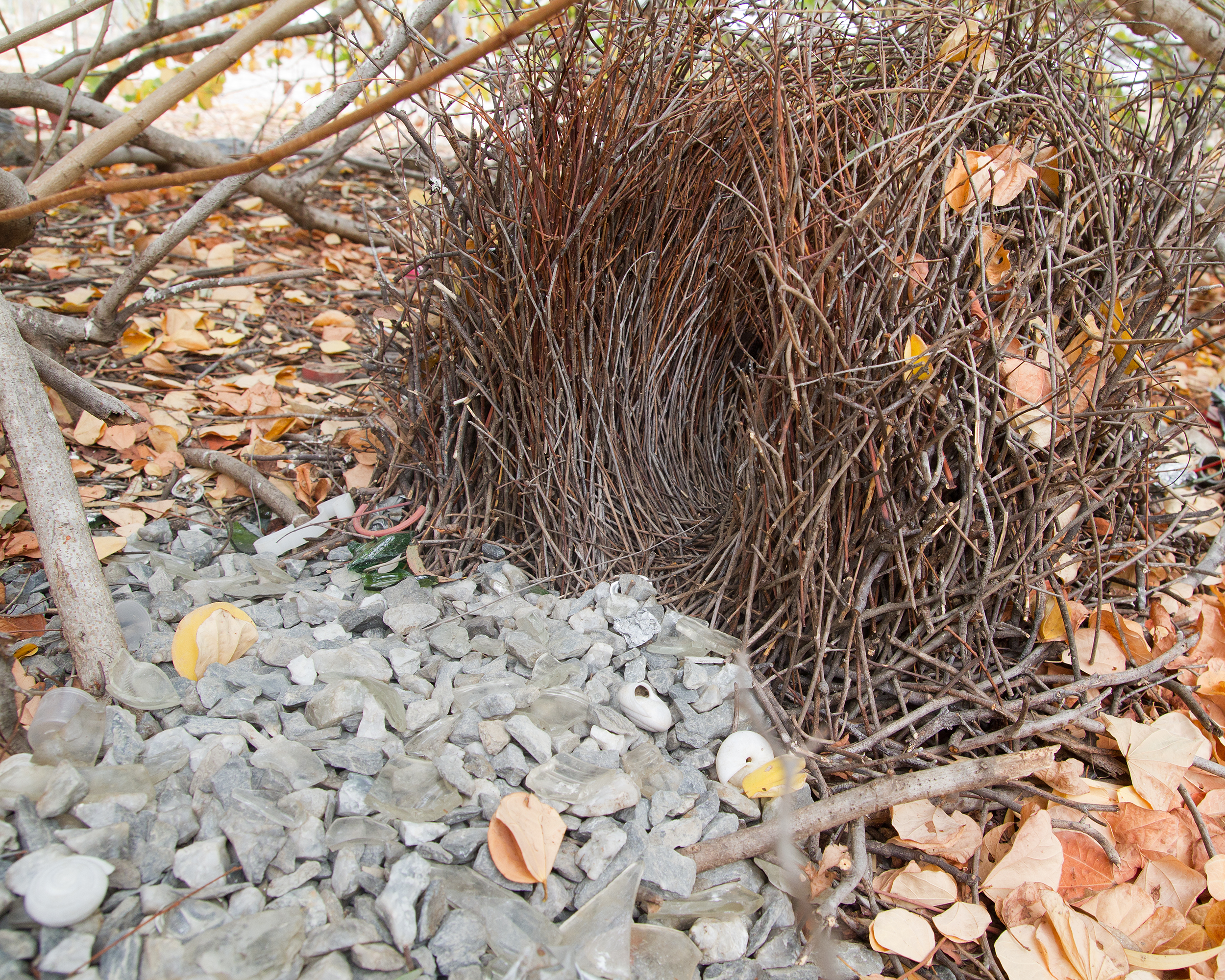
Pergolato nella penisola di Capo York.

In vista del periodo degli amori, il maschio ripulisce una sezione di terreno nella boscaglia da detriti e sassolini, trasformandola in arena nuziale: qui, esso costruisce una voluminosa struttura a vialetto organizzando due filari di rametti piantati verticalmente nel terreno, ricoprendo dello stesso materiale anche il pavimento fra di essi. Il pergolato nuziale misura fino a un metro di lunghezza e si eleva dal suolo fino a 45 cm: l'area circostante viene riccamente decorata dai maschi con piccoli oggetti di colore vivace, come sassolini, fiori, bacche e pezzi di plastica, e non di rado essi percorrono distanze anche considerevoli per reperire oggetti di proprio gradimento, non esitando a sottrarli dai pergolati di altri maschi.

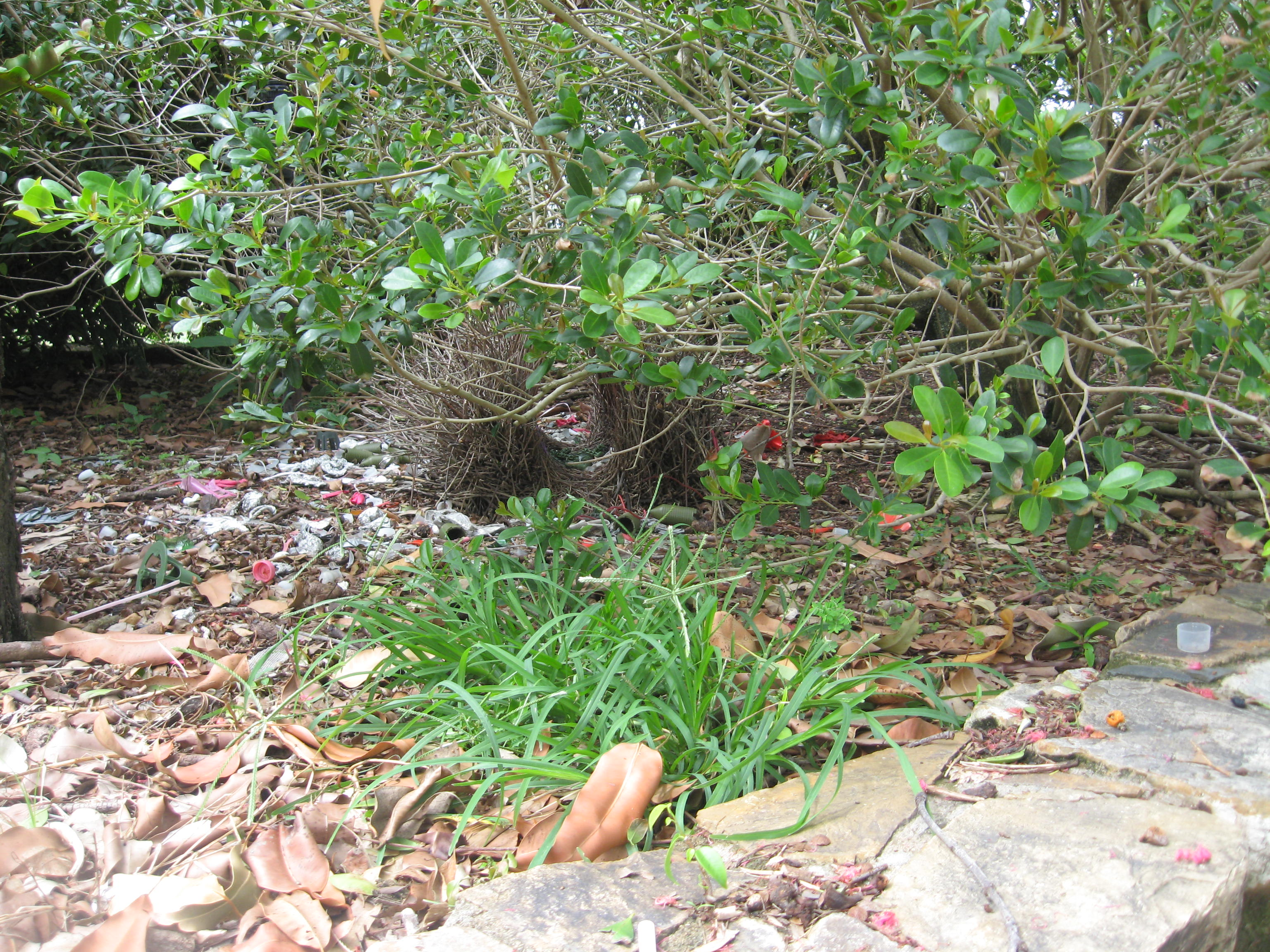
Pergolato a Townsville.

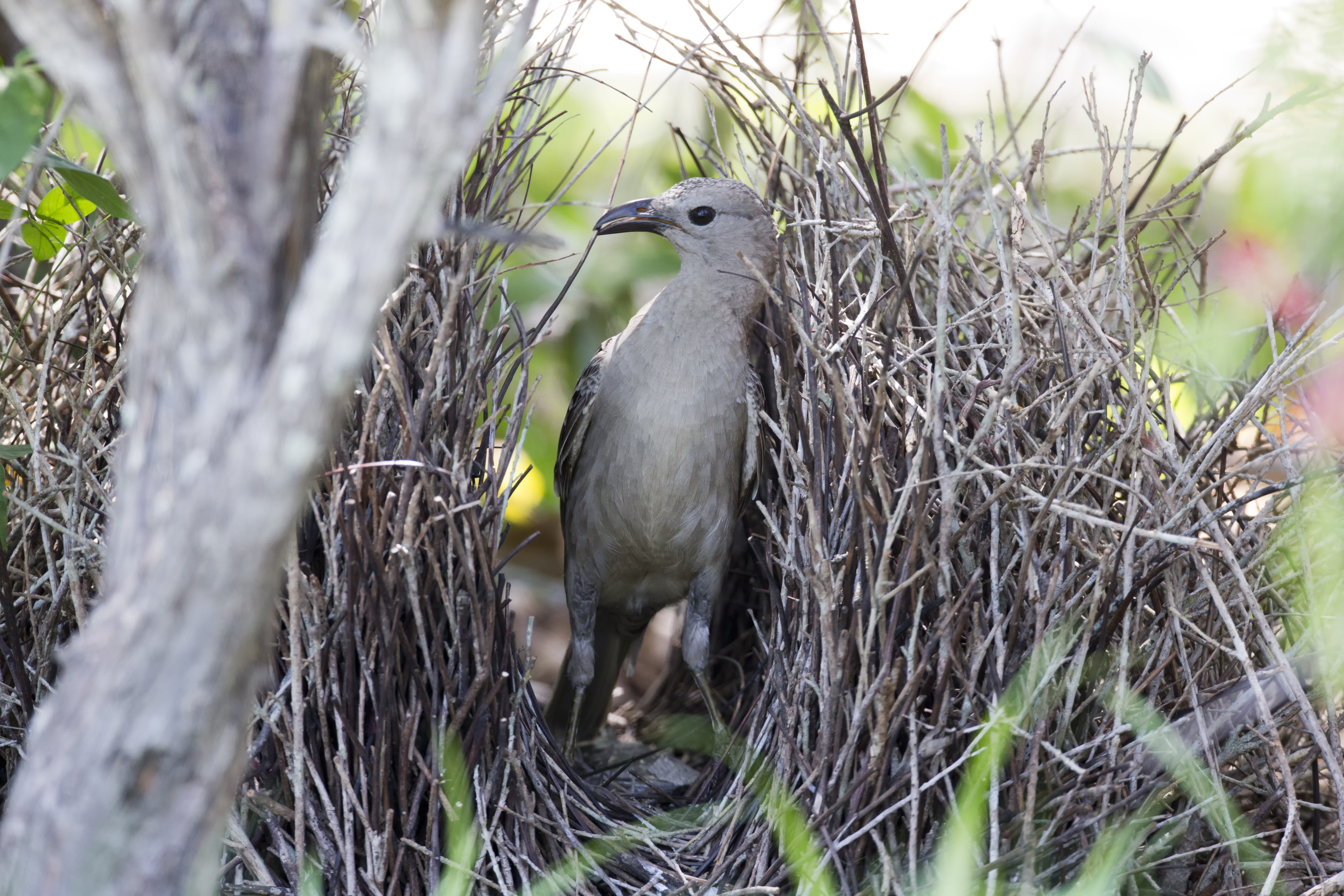
Rimaneggiamento del pergolato a Karratha.

Una volta terminata la propria struttura, il maschio si apposta nei pressi e vocalizza insistentemente, al duplice scopo di attirare le femmine che si trovino a passare nei dintorni e di avvertire gli eventuali intrusi dello stesso sesso nelle vicinanze di non avvicinarsi oltre. All'arrivo di una femmina, il maschio si palesa, seguendola insistentemente durante la sua visita alla struttura e al contempo aprendo e chiudendo ali e coda, tenendo nel becco uno degli oggetti accumulati nei pressi del pergolato ed annuendo in continuazione con la testa, in maniera tale da mettere bene in evidenza il piumaggio sgargiante della nuca: qualora la femmina rimanga positivamente impressionata dalla struttura e dall'esibizione, dopo aver visitato altre strutture situate nelle vicinanze essa fa ritorno dal maschio prescelto, permettendogli di montarla.
Dopo l'accoppiamento, i due partner si separano: il maschio ritorna al suo nascondiglio fra la vegetazione, cantando per attirare altre femmine, mentre la femmina comincia l'iter riproduttivo, dando il via alla costruzione del nido.

Quest'ultimo presenta forma a coppa e viene costruito sul ramo di un albero o di un cespuglio intrecciando rametti e foderando la parte interna con fibre vegetali meno coriacee: al suo interno, la femmina depone 1-2 uova screziate che cova da sola per circa tre settimane, al termine delle quali schiudono pulli ciechi e implumi. Questi vengono imbeccati e accuditi dalla madre, e divengono in grado d'involarsi a tre settimane dalla schiusa: anche dopo l'involo, tuttavia, essi continuano a seguire la femmina per lungo tempo prima di allontanarsene in maniera definitiva, non di rado continuandole a chiedere sporadicamente l'imbeccata.

## Distribuzione e habitat

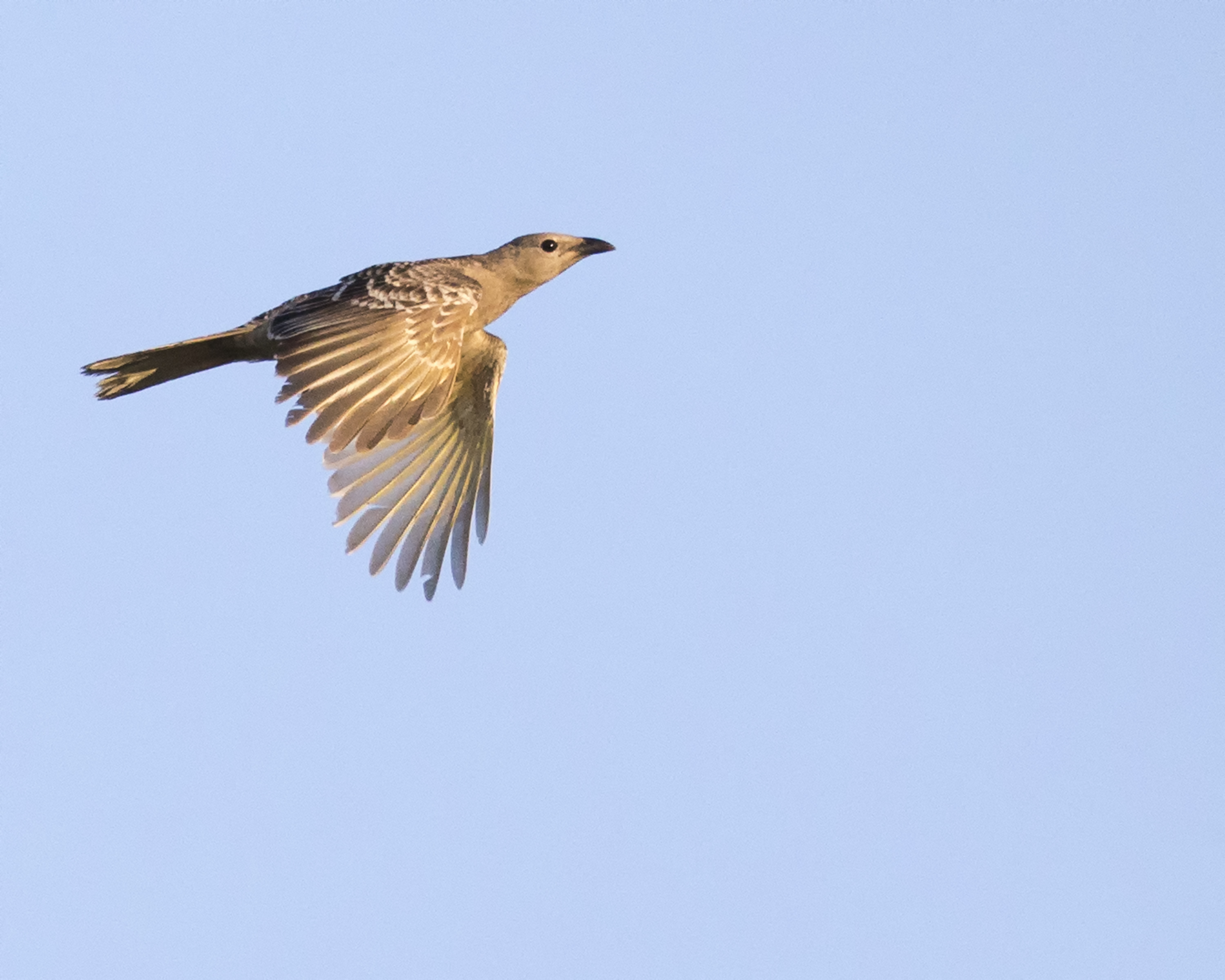
Esemplare in volo nei pressi di Weipa.

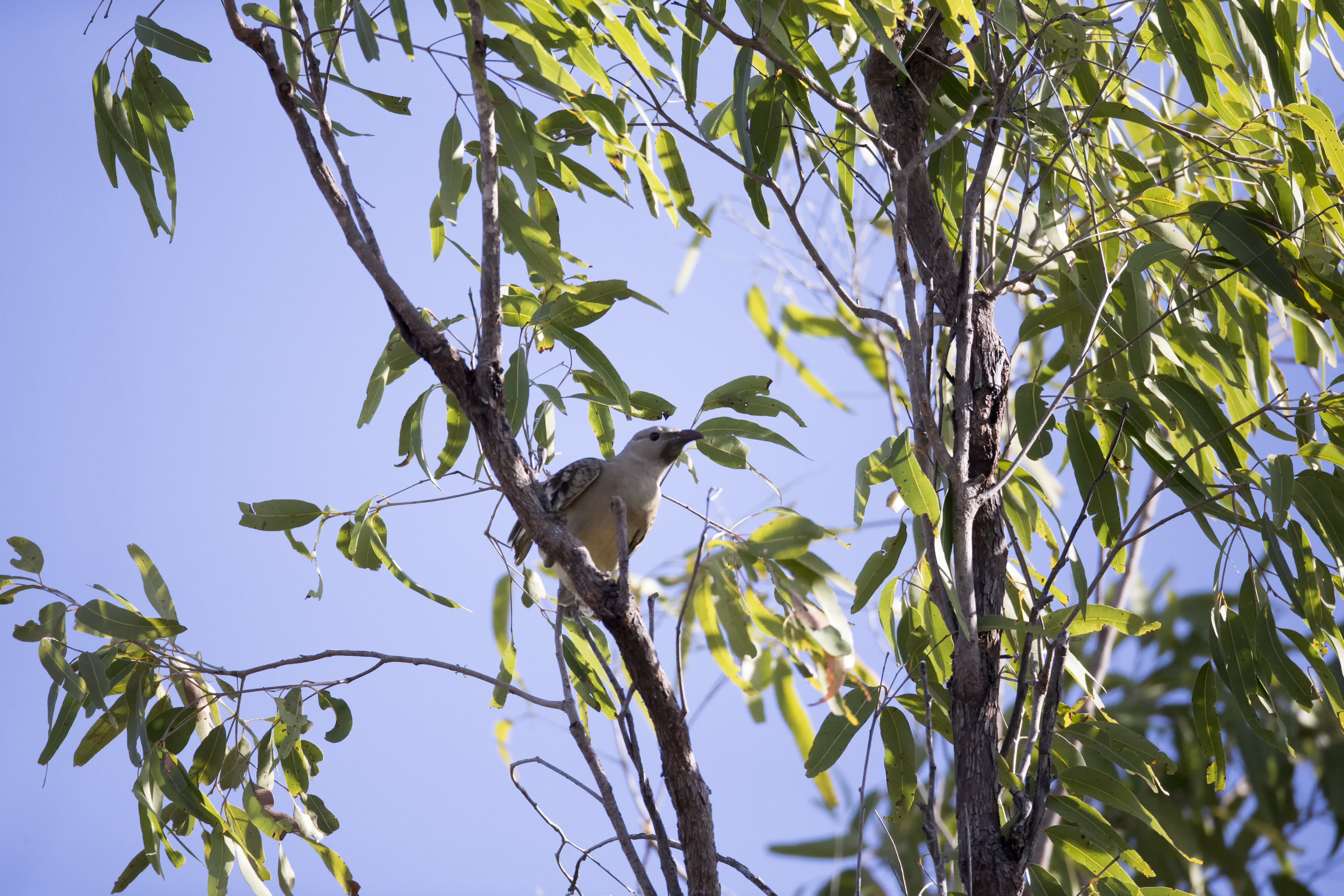
Esemplare a Karratha.

L'uccello giardiniere maggiore è endemico dell'Australia, della quale popola la porzione settentrionale, essendo diffuso in un areale che va dai dintorni di Broome (nel Kimberley) alla regione di Mackay (nel Queensland orientale, con avvistamenti a sud fino alla regione di Sunshine Coast) attraverso il Top End, le sponde del Golfo di Carpentaria (spingendosi all'interno fino a Mount Isa) e la penisola di Capo York.
La specie è residente nell'ambito del proprio areale.
L'habitat di questi uccelli è rappresentato dalla macchia alberata e dalla foresta arida a prevalenza di eucalipto, con predilezione per la foresta ripariale, i mangrovieti e la foresta monsonica.

## Tassonomia
Se ne riconoscono due sottospecie:
- Chlamydera nuchalis nuchalis (Jardine & Selby, 1830) - la sottospecie nominale, diffusa nella porzione occidentale dell'areale occupato dalla specie, fino alle sponde orientali del Golfo di Carpentaria;
- Chlamydera nuchalis orientalis Gould, 1879 - diffusa nella porzione orientale dell'areale occupato dalla specie;

Alcuni autori riconoscerebbero inoltre le sottospecie oweni dell'area di Derby (sinonimizzata con la nominale) e yorki della punta della penisola di Capo York (sinonimizzata con orientalis).